# Parantica dannatti
Parantica dannatti is een vlinder uit de familie Nymphalidae, onderfamilie Danainae.
De wetenschappelijke naam van de soort is voor het eerst geldig gepubliceerd in 1936 door George Talbot.
De soort komt alleen voor op de Filipijnen. Hij staat op de Rode Lijst van de IUCN als kwetsbaar.